# Cordylancistrus perijae
Cordylancistrus perijae är en fiskart som beskrevs av Pérez och Provenzano, 1996. Cordylancistrus perijae ingår i släktet Cordylancistrus och familjen Loricariidae. Inga underarter finns listade i Catalogue of Life.